# INAC Kobe Leonessa
Maillots
L'International Athletic Club Kobe Leonessa est un club japonais de football féminin basé à Kōbe.

## Histoire
Fondé en 2001, le club ouvre son palmarès en 2010 en remportant le All Japan Women's Football Championship, la coupe nationale du pays. En 2011, l'INAC réalise le doublé coupe-championnat. Le championnat et la coupe sont conservés en 2012. Le 25 novembre 2012, l'équipe perd en finale de la Mobcast Cup, l'équivalent officieux de la Coupe du monde des clubs, face à l'Olympique lyonnais. L'INAC Kobe Leonessa remporte son troisième titre de champion consécutif en 2013 ainsi que sa quatrième Coupe consécutive.
Le club gagne sa cinquième Coupe en 2015, qu'il conserve en 2016.
Le club est finaliste de la Coupe de la Ligue en 2018.

## Palmarès
- Championnat du Japon (4) : 2011, 2012, 2013, 2021-2022
- Coupe de l'Impératrice (7) : 2010, 2011, 2012, 2013, 2015, 2016, 2023-2024

## Joueuses notables
Homare Sawa, au club depuis 2011, remporte le prix de la Meilleure joueuse de l'année 2011, Ballon d'or et Soulier d'or de la Coupe du monde de football féminin 2011 dont elle est vainqueur. L'INAC Leonessa championne du Japon 2011 compte dans ses rangs six autres championnes du monde : Ayumi Kaihori, Yukari Kinga, Nahomi Kawasumi, Shinobu Ohno, Megumi Takase et Asuna Tanaka.